# The VIIth Coming
The VIIth Coming è il settimo album in studio del gruppo heavy metal britannico Cathedral, pubblicato nel 2002.

## Tracce
1. Phoenix Rising – 3:52
2. Resisting the Ghost – 2:37
3. Skullflower – 5:44
4. Aphrodite's Winter – 5:04
5. The Empty Mirror – 8:38
6. Nocturnal Fist – 3:20
7. Iconoclast – 5:19
8. Black Robed Avenger – 6:46
9. Congregation of Sorcerer's – 4:39
10. Halo of Fire – 7:21

## Formazione
- Lee Dorrian - voce
- Garry Jennings - chitarra
- Leo Smee - basso
- Brian Dixon - batteria
- Munch - tastiera, mellotron